# Alnitak
Az Alnitak  (Dzéta Orionis, arabul: النطاق an-niṭāq) hármascsillag az Orion csillagképben. Egyike az „Orion-öv” néven ismert három csillagnak. A középső az Alnilam, a jobb szélső a Mintaka.
A rendszer fő csillaga egy forró, kék szuperóriás, aminek látszó összfényessége +1,88, abszolút magnitúdója -5,25, O-színképosztályú. Két kékes színű kísérője negyedrendű csillag.

## Megfigyelésének története

Az Alnitak az Orion-öv bal oldali tagja az Orion csillagképben

Az Alnitak az ókor óta ismert, minthogy az égbolt legfeltűnőbb csillagképének központi helyén látható, így kulturális hatása széles körű. Már 1819-ben megállapította róla egy német amatőrcsillagász, George K. Kunowsky, hogy kettőscsillagról van szó.
Kezdetben a távolságát 1500 fényévben állapították meg, de a Hipparcos műhold parallaxis-mérései alapján a tényleges érték ennek nagyjából a fele, 750 fényév körüli.

## A csillagrendszer

A Nap (balra) és az Alnitak (jobbra) méretének összehasonlítása

Hármas csillagrendszer, amiben az Alnitak A közeli kettőscsillag, amit az O9.7 Ibe színképosztályú, -5,25 abszolút magnitúdójú (látszólagos fényessége 1,88) Alnitak Aa (kék szuperóriás) és az Alnitak Ab alkot (O V színképosztályú kék törpe, abszolút magnitúdója -3,0, látszólagos fényessége 4 körüli). A kettőst 1998-ban fedezték fel.
Az Aa tömege a Napénak mintegy 28-szorosa, átmérője annak 20-szorosa. A legfényesebb O-színképű csillag.
Az Alnitak B negyedrendű, B-színképű csillag, ami az Alnitak A körül 1500 éves periódussal kering. Egy negyedik csillag, a 9-es fényrendű Alnitak C létezése is felmerült, de tényként még nem erősítették meg.
Az Alnitak-rendszer az IC 434 felhőben található.

## Etimológiája és kulturális jelentősége
Az Alnitak szó írásmódja lehet Al Nitak vagy Alnitah, az arab النطاق an-nitaq szóból származik, jelentése: „fűző, öv”.